# Propriëtaire software
Propriëtaire software, of eigendomsmatige software, wordt door de Free Software Foundation (FSF) gedefinieerd als elke software die niet aan de criteria van FSF voor vrije software voldoet. Onvrij (Engels: Non-free) is een gebruikelijke aanduiding voor software die niet aan de Debian Free Software Guidelines voldoet, die hetzelfde basisidee over softwarevrijheid volgen. De term eigendomssoftware wordt ook weleens gebruikt.
Propriëtair betekent dat een individu of een bedrijf de exclusieve auteursrechten op de software heeft en tegelijkertijd anderen toegang tot de broncode van de software weigert, evenals het recht om de software te kopiëren, te wijzigen en te bestuderen.
De term propriëtair betekent "in privaat bezit en onder private controle". Dus software kan zelfs propriëtair blijven wanneer de broncode publiek beschikbaar is, als de controle over het gebruik, de verspreiding of het wijzigen behouden wordt (zoals bij de commerciële versie van SSH). Aan de andere kant wordt software niet-propriëtair beschouwd zodra het vrijgegeven is onder een licentie die anderen toestaat een 'fork' van de software te maken en om hun eigen aangepaste versie zonder zware beperkingen uit te geven, zelfs als de auteursrechten in handen blijven van een enkel persoon.